# Staats Long Morris

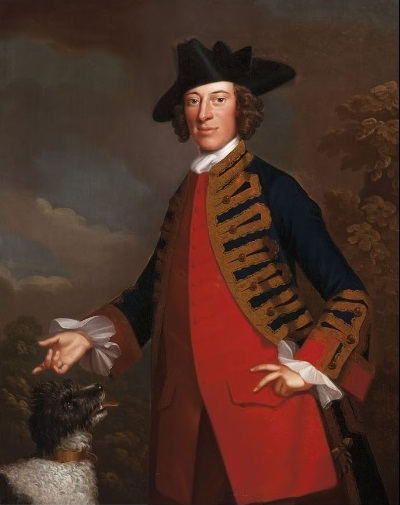
Staats Long Morris, um 1750

Staats Long Morris (auch Staates Long Morris, * 27. August 1728 in Morrisiana, New York City; † 28. Januar 1800 in Québec) war ein britisch-amerikanischer Kolonist, sowie britischer General und Politiker.

## Leben
Er war der zweitgeborene Sohn des Lewis Morris (1698–1762), Gutsherr von Morrisiana im heutigen Bronx County in New York City, aus dessen erster Ehe mit der aus einer niederländischen Familie stammenden Katrintje Staats (1697–1731).
Er studierte am Yale College und trat 1748 als Lieutenant des New York Provincial Regiment in die British Army ein, wurde 1751 zum Captain-Lieutenant befördert und wurde 1755 Captain des 50th Regiment of Foot (American Provincials). Im März 1756 heiratete er Lady Catherine Gordon (1718–1779), Witwe des Cosmo Gordon, 3. Duke of Gordon (1720–1752) und Tochter des William Gordon, 2. Earl of Aberdeen. Er wurde dadurch Stiefvater des noch minderjährigen Alexander Gordon, 4. Duke of Gordon (1743–1827). Im Mai 1756 wechselte er im Rang eines Captain zum 36th (Herefordshire) Regiment of Foot, das nahe dem Wohnsitz seiner Gattin in Schottland stationiert war. Anlässlich des Siebenjährigen Krieges rüstete er auf eigene Kosten ein neues Infanterieregiment, das 89th (Highland) Regiment of Foot, das er aus den Ländereien des Dukes of Gordon in Aberdeenshire und Banffshire rekrutierte und zu dessen Lieutenant-Colonel er befördert wurde. Das Regiment wurde ab 1760 in Indien eingesetzt, wo Morris 1761 an er Belagerung und Eroberung der französischen Stadtfestung Puducherry teilnahm. Im Juli 1763 wurde er zum Brigadier-General befördert.
1769 erwarb er große Ländereien am Otsego Lake in der Provinz New York und bei Morristown in New Jersey. Von 1774 bis 1784 war er als Abgeordneter für Elgin Mitglied im britischen House of Commons. Er wurde 1777 zum Major-General befördert und 1778 zum Kommandeur des 61st Regiment of Foot ernannt, das damals auf Menorca stationiert war. Nachdem seine erste Gattin 1779 gestorben war, heiratete er im Dezember 1780 in zweiter Ehe Jane Urquhart (1749–1801), Tochter des John Urquhart of Craigston.
Während des Amerikanischen Unabhängigkeitskriegs stand er im Gegensatz zu seinen beiden Brüdern Lewis Morris (1726–1798) und Richard Morris (1730–1800), sowie seinem Halbbruder Gouverneur Morris (1752–1816), die sich alle als Politiker auf Seiten der Rebellen engagierten, auf Seiten der Loyalisten. Sein Regiment musste 1781 nach England abziehen, nachdem Menorca von den mit den Rebellen verbündeten Spaniern und Franzosen erobert wurde. Anschließend war es von 1783 bis 1792 als Garnison in Irland und später auf den Westindischen Inseln eingesetzt. Nach Ende des Unabhängigkeitskriegs verkaufte er 1785 und 1790 seine Ländereien in den Vereinigten Staaten.
1796 wurde er zum General befördert und 1797 zum Gouverneur der Garnison der Stadt Québec in Niederkanada ernannt. 1800 starb er im Alter von 71 Jahren in Quebec. Er hinterließ keine Kinder. Sein Leichnam wurde nach London überführt und in der Westminster Abbey beigesetzt.